# Casa de Josito (Manzanares)
La Casa de Josito es un edificio representativo de la arquitectura de finales del siglo XVIII en la localidad de Manzanares, en la provincia de Ciudad Real, (Castilla-La Mancha, España). Situado en plena plaza de la Constitución, entre el Ayuntamiento y la iglesia de Nuestra Señora de la Asunción, que se encuentra amparada por el área de protección del Bien de Interés Cultural (BIC) de la propia iglesia parroquial, desde su declaración en 1991. 

## Historia
El inmueble es uno de los más singulares y emblemáticos de la arquitectura civil de la localidad, tanto por su originalidad como por su emplazamiento

## Descripción
Destaca su composición de tres plantas con un orden de huecos diferente en cada una de ellas, coronada por un torreón que hacía las veces de mirador de planta octogonal terminado con chapitel con veleta. En su interior, hay dependencias y elementos de gran valor patrimonial y un interesante patio con columnas de hierro fundido.

## Conservación
Incluido en el Catálogo de Bienes y Ámbitos de Protección del Plan de Ordenación Municipal -POM- de Manzanares su estado es de rehabilitación (julio de 2014). 
Propiedad del Ayuntamiento de Manzanares desde diciembre de 2013.
La intención es destinarlo a dependencias del Ayuntamiento.